# Maciej Wąż
Maciej Wąż (ur. 6 lipca 1891 w Woli Szczucińskiej, zm. ?) – chorąży Wojska Polskiego, kawaler Orderu Virtuti Militari.

## Życiorys
Urodził się 6 lipca 1891 w Woli Szczucińskiej, w ówczesnym powiecie dąbrowskim Królestwa Galicji i Lodomerii, w rodzinie Michała.
Od 1914 do 1939 pełnił nieprzerwanie służbę w 2 Pułku Ułanów Legionów Polskich, a następnie w 2 Pułku Szwoleżerów Rokitniańskich. W sierpniu tego roku razem z ppłk. Tadeuszem Łękawskim obchodził 25-lecie służby w pułku, w którego szeregach walczył podczas I wojny światowej i wojny z bolszewikami.

## Ordery i odznaczenia
- Krzyż Srebrny Orderu Wojskowego Virtuti Militari nr 3217[4][5]
- Krzyż Niepodległości – 16 września 1931 „za pracę w dziele odzyskania niepodległości”[6][7]
- Krzyż Walecznych[1]